# こみや
こみやは、かつて存在した日本の鉄道模型メーカー、模型店。

## 概要
神奈川県平塚市に所在し、自社OJゲージ鉄道模型を製造・販売するほか、プラモデルなども扱う模型店も構えていた。
1970年代には16番ゲージの車両用として、インスタントレタリングによる車両番号「レタマーク」を発売していた。その後、1990年代初頭に廃業した。

## OJゲージ
OJゲージは当初、一部の愛好者の間では交流三線式のOゲージから改軌により製作されていたが、同社が組み立てキットを販売したことにより普及が促進された。
国鉄EF15形電気機関車などの旧型電気機関車や国鉄EF65形電気機関車などの新型電気機関車を発売した他、工作派の愛好者向けとしてOJゲージ用の砂箱や床下機器等のパーツを分売した。購入者が組み立て式キットの製作で店舗へ相談に行くと店主が直々に指導した。